# Svartgrundet, Åland
Svartgrundet är ett skär i Åland (Finland). Det ligger i Skärgårdshavet och i kommunen Kökar i landskapet Åland, i den sydvästra delen av landet. Ön ligger omkring 48 kilometer öster om Mariehamn och omkring 230 kilometer väster om Helsingfors.
Öns area är 2,2 hektar och dess största längd är 250 meter i nord-sydlig riktning. Trakten är glest befolkad. Närmaste större samhälle är Föglö, 19,9 km väster om Svartgrundet.